# Nižný Hrušov
Nižný Hrušov é um município da Eslováquia, situado no distrito de Vranov nad Topľou, na região de Prešov. Tem 18,52 km² de área e sua população em 2018 foi estimada em 1.522 habitantes.

## Demografia
| Ano:        | 1994 | 2004   | 2014   | 2024   |
| ----------- | ---- | ------ | ------ | ------ |
| Broj ljudi: | 1704 | 1666   | 1592   | 1501   |
| Razlika:    |      | -2,23% | -4,44% | -5,71% |

| Ano:               | 2023 | 2024   |
| ------------------ | ---- | ------ |
| Número de pessoas: | 1500 | 1501   |
| Diferença:         |      | +0,06% |